# Генри Дэрроу

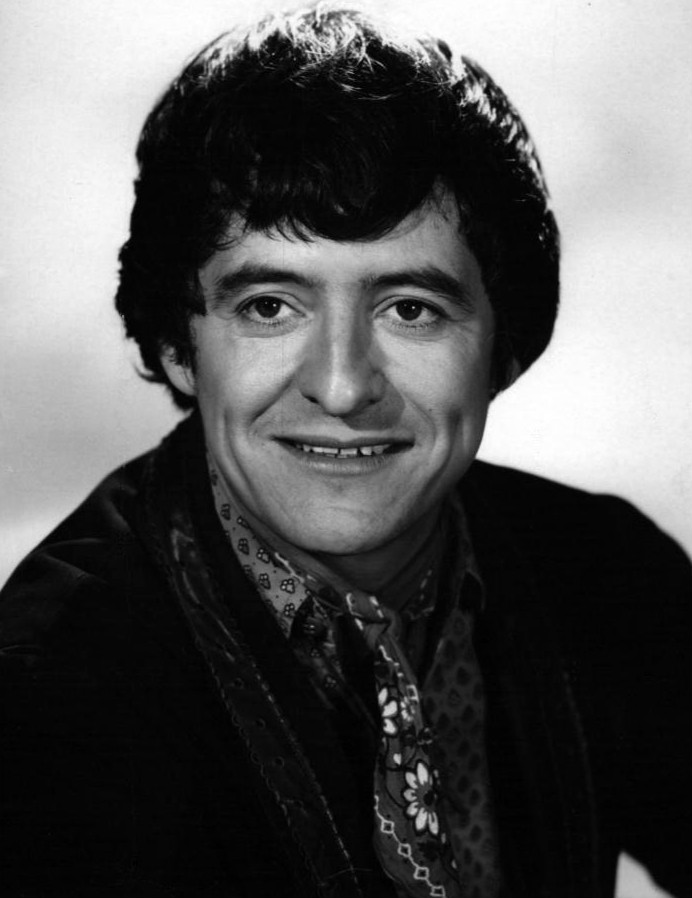
Фото 1970 года

Ге́нри Дэ́рроу (англ. Henry Darrow; 15 сентября 1933, Нью-Йорк, Нью-Йорк — 14 марта 2021, Уилмингтон, Северная Каролина) — американский характерный актёр кино и телевидения. Наиболее запомнился зрителю ролью Манолито Монтойи в телесериале «Высокий кустарник», где за четыре года он появился в 97 эпизодах.

## Биография
Энрике Томаш Дельгадо Хименес (настоящее имя актёра) родился 15 сентября 1933 года в Нью-Йорке. Его отца звали Энрике Дельгадо, мать — Глория Дельгадо, младший брат — Деннис. Его родители совсем недавно, в начале 1930-х годов, переехали в этот мегаполис из Пуэрто-Рико. Родители Энрике владели небольшой гостиницей-рестораном в близлежащем поселении Бедфорд.
В 1946 году вместе с родителями вернулся в Пуэрто-Рико. Энрике окончил старшую школу Academia del Perpetuo Socorro, а после — Университет Пуэрто-Рико, в котором он изучал политологию и актёрское мастерство. В последнем он преуспел настолько, что вуз выделил ему грант на обучение по этой специальности, поэтому будущий актёр переехал в Лос-Анджелес и стал актёром Театра Пасадины.
С 1959 года Энрике, взявший к тому времени актёрский псевдоним Генри Дэрроу, начал сниматься в кино и на телевидении (первые два года карьеры почти всегда без указания в титрах). Актёрская карьера Дэрроу продолжалась более полувека, за это время он появился в более чем 140 фильмах и сериалах. В связи с происхождением, характерной внешностью и свободным владением испанским языком, преимущественно играл испаноговорящих персонажей, чаще всего мексиканцев.
В 1972 году Дэрроу (совместно с Рикардо Монтальбаном, Эдит Диас и Кармен Сапата) основал Комитет по этническим меньшинствам при Гильдии киноактёров США.
Генри Дэрроу скончался 14 марта 2021 года в городе Уилмингтон (штат Северная Каролина) от естественных причин (актёру было 87 лет).

### Личная жизнь
4 августа 1956 года Дэрроу женился на малоизвестной телевизионной актрисе Луизе ДеПай. 30 января 1979 года пара развелась. От брака остались двое детей: дочь Денайс и сын Том.

1 декабря 1982 года Дэрроу женился на малоизвестной актрисе Лорен Левинсон. Брак продолжался 38 с половиной лет до самой смерти актёра.

## Награды и номинации
- 1970 — Bravo Otto в категории «Лучший актёр-телезвезда» — номинация.
- 1970 — «Бэмби» в категории «Международный телесериал» за роль в сериале «Высокий кустарник[англ.]» — победа (совместно с ещё четырьмя актёрами и актрисами).
- 1990 — «Эмми» в категории «Лучшая мужская роль второго плана в драматическом сериале» за роль в сериале «Санта-Барбара» — победа.
- 2012 — ALMA — «Награда за пожизненные достижения» — победа.

## Избранная фильмография

### Широкий экран
- 1959 — Месть девственниц[англ.] / Revenge of the Virgins — Уэйд Коннор, ганфайтер (в титрах указан как Hank Delgado)
- 1972 — Аннулирование брони[англ.] / Cancel My Reservation — Джо «Маленькое Облачко»
- 1973 — Нагрудный знак 373[англ.] / Badge 373 — «Сладкий Уильям»
- 1982 — Теряя это[англ.] / Losin' It — шериф
- 1986 — Попутчик / The Hitcher — Хэнкок, полицейский
- 1990 — Последний из лучших / The Last of the Finest — капитан Джо Торрес
- 1994 — Мэверик / Maverick — игрок в покер на пароходе
- 1994 — Преступная страсть / Criminal Passion — капитан Рамос
- 2003 — Вердикт за деньги / Runaway Jury — Себальд

В титрах не указан
- 1959 — Проклятие мертвецов[англ.] / Curse of the Undead — Роберто Роблс
- 1959 — Каникулы для влюблённых[англ.] / Holiday for Lovers — водитель универсала
- 1960 — Третий голос[англ.] / The 3rd Voice — служащий отеля Papacio
- 1961 — Человек-ловушка[англ.] / Man-Trap — полицейский-мексиканец
- 1961 — Лето и дым[англ.] / Summer and Smoke — пьяница на крыльце

### Телевидение
- 1959 — Симаррон-Сити[англ.] / Cimarron City — охранник (в эпизоде The Town Is a Prisoner; в титрах не указан)
- 1959 — Караван повозок[англ.] / Wagon Train — Бенито ДеВарга (в эпизоде The Stagecoach Story[англ.])
- 1961 — Шоу Дика Пауэлла[англ.] / The Dick Powell Show — полицейский-мексиканец (в эпизоде John J. Diggs; в титрах не указан)
- 1963 — За гранью возможного / The Outer Limits — полицейский (в эпизоде Tourist Attraction)
- 1964 — Путешествие на дно моря / Voyage to the Bottom of the Sea — капитан Сьерра (в эпизоде The Mist of Silence)
- 1966—1967 — К.О.Т.[англ.] / T.H.E. Cat — разные роли (в 2 эпизодах)
- 1966—1967 — Дымок из ствола / Gunsmoke — разные роли (в 2 эпизодах[англ.])
- 1967 — Дикий, дикий Вест[англ.] / The Wild Wild West — эрцгерцог Морис (в эпизоде The Night of the Tottering Tontine[англ.])
- 1967 — Бонанза / Bonanza — Амиго (в эпизоде Amigo[англ.])
- 1967 — Даниэль Бун[англ.] / Daniel Boone — Гидеон (в эпизоде Take the Southbound Stage)
- 1967—1971 — Высокий кустарник[англ.] / The High Chaparral — Манолито Монтойя (в 97 эпизодах)
- 1971 — Миссия невыполнима / Mission: Impossible — Грегори Толан (в эпизоде Blast)
- 1971 — Ночная галерея[англ.] / Night Gallery — доктор Хуан Мунос (в эпизоде Cool Air)
- 1971—1977 — Гавайи 5-O / Hawaii Five-O — разные роли (в 3 эпизодах[англ.])
- 1972 — Отряд «Стиляги»[англ.] / The Mod Squad — Израэль Ривьера (в эпизоде No More Oak Leaves for Ernie Holland[англ.])
- 1972 — ФБР / The F.B.I. — Аль Лозано (в эпизоде Canyon of No Return[англ.])
- 1973 — Смелые: Новые доктора[англ.] / The Bold Ones: The New Doctors — Хуан Эрнандес (в эпизоде The Night Crawler)
- 1973 — Кунг-фу[англ.] / Kung Fu — Дон Эмилио Фьерро (в эпизоде The Brujo[англ.])
- 1973 — Озарение[англ.] / Insight — Мартинес (в эпизоде The Eye of the Camel)
- 1973—1974 — Новое шоу Дика Ван Дайка[англ.] / The New Dick Van Dyke Show — Алекс Монтенес (в 9 эпизодах)
- 1974 — Коджак / Kojak — Кевин Ле Жюн (в эпизоде Before the Devil Knows[англ.])
- 1974—1975 — Гарри О.[англ.] / Harry O — лейтенант Мануэль «Мэнни» Куинлан (в 14 эпизодах)
- 1975 — Человек-невидимка[англ.] / The Invisible Man — доктор Ник Маджио (в эпизоде The Invisible Man — пилотный эпизод)
- 1975 — Мак-Миллан и жена[англ.] / McMillan & Wife — инспектор Жак Арно (в эпизоде Requiem for a Bride[англ.])
- 1976 — Улицы Сан-Франциско / The Streets of San Francisco — Рамон Монтойя (в эпизоде Alien Country[англ.])
- 1976 — Баретта / Baretta — Дельгадо (в эпизоде The Ninja[англ.])
- 1976 — Человек на шесть миллионов долларов[англ.] / The Six Million Dollar Man — Байрон Фэлко (в эпизоде Vulture of the Andes)
- 1976—1982 — Медэксперт Куинси[англ.] / Quincy, M.E. — разные роли (в 3 эпизодах)
- 1977 — Хэллоуин с новой семейкой Аддамс / Halloween with the New Addams Family — Панчо Аддамс
- 1977 — Чудо-женщина / Wonder Woman — разные роли (в 2 эпизодах[англ.])
- 1977 — Женщина-полицейский / Police Woman — Гомес (в эпизоде The Inside Connection[англ.])
- 1978 — Бионическая женщина[англ.] / The Bionic Woman — Антон Дасович (в эпизоде Deadly Music)
- 1978 — Столетие[англ.] / Centennial — Альварес (в эпизоде Only the Rocks Live Forever)
- 1979 — Вегас[англ.] / Vegas — хозяин магазинчика (в эпизоде The Visitor[англ.])
- 1979 — Уолтоны / The Waltons — Барри Стоун (в эпизоде The Starlet[англ.])
- 1979, 1983 — Супруги Харт / Hart to Hart — разные роли (в 2 эпизодах[англ.])
- 1980 — Аттика[англ.] / Attica — Эрман Бадильо
- 1981 — Невероятный Халк[англ.] / The Incredible Hulk — Патреро (в эпизоде Sanctuary)
- 1981, 1988 — Саймон и Саймон[англ.] / Simon & Simon — разные роли (в 2 эпизодах[англ.])
- 1982 — Американский театр[англ.] / American Playhouse — Дон Эразмо (в эпизоде Seguin)
- 1982 — Бенсон[англ.] / Benson — генералиссимус (в эпизоде What a Revoltin' Development[англ.])
- 1982 — Династия / Dynasty — Рамон (в эпизоде Acapulco[англ.])
- 1982—1986 — Ти Джей Хукер / T. J. Hooker — разные роли (в 3 эпизодах[англ.])
- 1982—1987 — Главный госпиталь / General Hospital — разные роли (в 4 эпизодах)
- 1983 — Сказки Золотой обезьяны[англ.] / Tales of the Gold Monkey — должностное лицо (в эпизоде Last Chance Louie)
- 1983 — Даллас / Dallas — Гарсия (в 2 эпизодах)
- 1983—1984 — Пугало и миссис Кинг[англ.] / Scarecrow and Mrs. King — Алек Бельмонт (в 2 эпизодах)
- 1984 — Каскадёры / The Fall Guy — Сильвера (в эпизоде Rabbit's Feet[англ.])
- 1984 — Воздушный волк / Airwolf — Филип Морис (в эпизоде One Way Express[англ.])
- 1984 — Под прикрытием[англ.] / Cover Up — капитан Люпуль (в эпизоде Sudden Exposure)
- 1985 — Частный детектив Магнум / Magnum, P.I. — Вилл Кеникова (в эпизоде Paniolo[англ.])
- 1986 — Рыцарь дорог / Knight Rider — Родериго ДеЛорка (в эпизоде Knight of a Thousand Devils[англ.])
- 1986 — Фресно / Fresno — команданте (в 5 эпизодах)
- 1988 — Звёздный путь: Следующее поколение / Star Trek: The Next Generation — адмирал Савар (в эпизоде Conspiracy)
- 1988 — Золотые девочки / The Golden Girls — Фидель Сантьяго (в эпизоде Yes, We Have No Havanas[англ.])
- 1989—1992 — Санта-Барбара / Santa Barbara — Рафаэль Кастильо (в 93 эпизодах)
- 1990—1993 — Зорро[англ.] / Zorro — Дон Алехандро де ла Вега (в 63 эпизодах)
- 1993 — Шёлковые сети[англ.] / Silk Stalkings — Виктор Лозано (в эпизоде Jasmine)
- 1993 — Следы во времени / Time Trax — Шеф (в 2 эпизодах)
- 1995 — Сёстры / Sisters — Бенедетто (в 2 эпизодах)
- 1995—1996 — Звёздный путь: Вояджер / Star Trek: Voyager — Колопак (в 2 эпизодах)
- 1997 — Вавилон-5 / Babylon 5 — доктор Уильям Индири (в эпизоде The Illusion of Truth)
- 1997 — Найтмэн / Night Man — Хосе Эскобар (в эпизоде I Left My Heart)
- 1998 — Вне веры: Правда или ложь[англ.] / Beyond Belief: Fact or Fiction — Айк (в эпизоде Merry-Go-Round)
- 1998—2001 — Дерзкие и красивые / The Bold and the Beautiful — доктор Карлос Нуньес (в 14 эпизодах)
- 2001 — Диагноз: убийство / Diagnosis: Murder — Уэбстер (в эпизоде You Bet Your Life)
- 2001 — Братья Гарсиа[англ.] / The Brothers García — отец Хосе (в эпизоде Cold Turkey)
- 2002 — Журнал мод / Just Shoot Me! — профессор (в эпизоде The Burning House)
- 2005 — Холм одного дерева / One Tree Hill — доктор Адамс (в эпизоде I'm Wide Awake, It's Morning)
- 2006 — Девушка, похожая на меня: история Гвен Араухо / A Girl Like Me: The Gwen Araujo Story — Папи

### Озвучивание
Мультсериалы, видеоигры
- 1981 — Новые приключения Зорро[англ.] / The New Adventures of Zorro — Дон Диего / Зорро (в 13 эпизодах)
- 1998 — Tex Murphy: Overseer[англ.] — Сонни Флетчер

### Прочие работы
- 1982 — видеоклип на песню Hold On группы Santana — вращатель призового колеса